# Corrales de comedias de Madrid

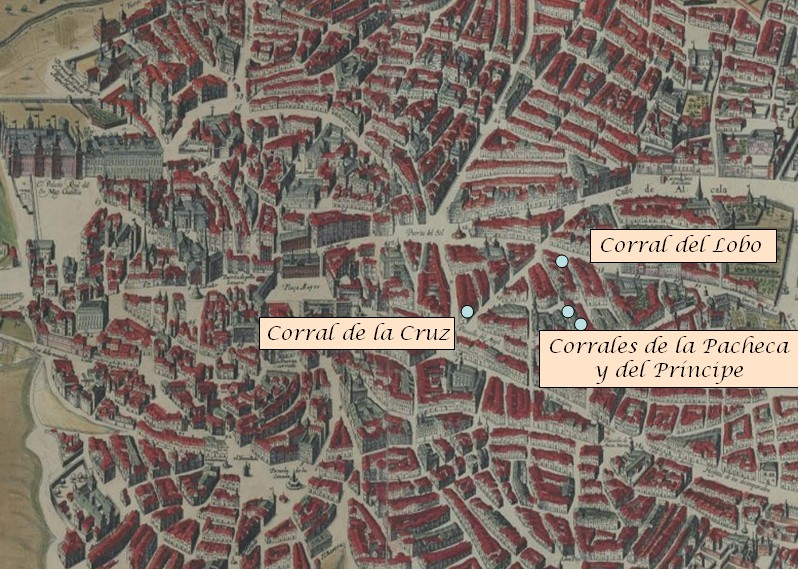
Localización aproximada de los antiguos corrales de comedias de Madrid en el plano de Frederic de Wit y Antonio Marcelli, hacia 1622-1635.

Los corrales de comedias de Madrid fueron el marco teatral donde se desarrolló la dramaturgia española del Siglo de Oro. Funcionaron entre la segunda mitad del siglo xvi y el primer cuarto del siglo xviii, siendo algunos de ellos convertidos en teatros. En sus tablas se representaron obras de autores fundamentales de la literatura española del Barroco, desde precursores como Lope de Rueda, actor y dramaturgo, a genios como Lope de Vega o Calderón de la Barca. En sus instalaciones disfrutó el pueblo de Madrid junto a reyes, nobles y prelados.
En el último cuarto del siglo xvi había seis corrales abiertos en la capital española, los más reconocidos: el corral de comedias de la Pacheca, el de la Cruz y el del Príncipe. Todos dependientes de sus cofradías, instituciones de beneficencia pública que obtenían sus fondos de las representaciones teatrales en los corrales.

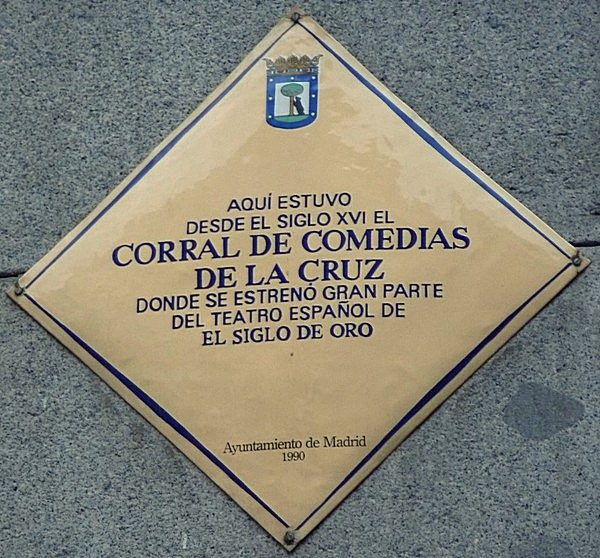
Placa del Ayuntamiento de Madrid en recuerdo del Corral de comedias de La Cruz, colocada en calle de la Cruz cerca de su confluencia con la plazuela del Ángel.

## Historia

### Del espacio medieval al renacentista
El propio Lope de Rueda muestra con su vida la evolución de los espacios teatrales durante la primera mitad del siglo xvi. El sevillano, a la zaga de otros autores como Juan del Encina, Gil Vicente, Juan de Timoneda o Bartolomé de Torres Naharro, llegó a Madrid al frente de una compañía de teatro de tipo ambulante y no muy lejana de las experiencias de los cómico de la legua.
La herencia del teatro medieval, recluido en los templos o viajando de un pueblo a otro y de ciudad en ciudad, cambió su suerte cuando la Iglesia católica consideró la posibilidad de usar el fenómeno teatral para reforzar sus influencias y enseñanzas. De paso se atajaban las libertades y excesos propios del teatro callejero que tendía a mezclar en el repertorio la seriedad de los autos o la popularidad de farsas y entremeses con piezas más atrevidas y una colección de bailes (graves y serios como el turdión o picantes como el polvillo y la zarabanda, además de otros como la pavana la chacona, la gambeta, la capona, o el popular zapateado) que solían provocar la ira de los eclesiásticos y algunos nobles.
Finalmente, y con el apoyo del gobierno, se encontró un medio de control contando con la colaboración de un nuevo gremio: las cofradías. Los corrales madrileños fueron consecuencia —al menos en su aspecto administrativo— de la autorización decretada por Felipe II en 1565 para establecer con carácter permanente en Madrid unas cofradías que dispusiesen de edificios para la representación de comedias.

### Cofradías de autores y representantes
Hay noticia de dos cofradías (hermandades religiosas de inspiración gremial) controlando la explotación de los primeros corrales: la de la Pasión o Santa Pasión, constituida en 1565, y la Cofradía de la Soledad, establecida el 21 de mayo de 1567.
La cofradía de la Pasión puso en marcha tres corrales habilitados para el teatro, dos de ellos en la calle del Príncipe (el corral de la Pacheca y el Corral de Burguillos) y otro en la calle del Sol.
Por su parte la hermandad de la Soledad gestionó otros tres corrales: el corral de la Cruz y otros dos en ubicación desconocida.
En un principio, los corrales no fueron un gran negocio, de ahí que ya en 1574 se uniesen las dos grandes cofradías con permiso real, Pasión y Soledad, para la explotación comercial de varios corrales de comedias en diferentes corralas de la ciudad con cierta tradición dramática.
Un rosario de desgracias en el seno de las familias reales de Felipe II y Felipe III paralizaron la actividad de los corrales en sucesivas ocasiones entre 1595 y los primeros años del siglo xvii. Con fecha de 5 de mayo de 1598, Felipe II, un año antes de morir, ordenó al Consejo de Castilla que expidiese una orden prohibiendo las comedias "para siempre", no solo en los corrales, calles y plazas, sino aún más en iglesias y conventos. Por esas fechas, además, la explotación de los corrales dejó de ser privilegio de las Cofradías, y de ahí quizá que los dos más importantes, el del Príncipe y el de la Cruz, se vendiesen al Ayuntamiento de la Villa.

## Gestión y organización
Hasta la reforma administrativa de 1623, los corrales fueron gestionados por las cofradías. En 1615, las recaudaciones no cubrían las necesidades del creciente número de hospitales creados y acogidos a los fondos de aquellas. El rey ordenó que el ayuntamiento de la villa se hiciese cargo de los corrales, les asignara una subvención fija y los arrendase en subasta pública.
La quiebra del arrendador Francisco Garro de Alegría y la morosidad de los nobles en el pago de sus aposentos privados, provocó una reforma importante en la administración de los corrales. En 1623 se formó una nueva comisión que excluía a los hospitales de beneficencia (que pasaron a ser subvencionados por el ayuntamiento en 1638). Se cambió y amplió la reglamentación del teatro en los corrales, especificando las tareas del "protector de comedias" (procedente del Consejo de Castilla), los alguaciles (uno o dos por corral) y comisarios (dos por cada cofradía, además del "comisario de libro"), para vigilar el orden durante las representaciones. 
Desde el primer reglamento -de 1608, al que siguieron los promulgados en 1615 y 1641- se marcaban los cometidos de los censores sobre el texto y la escenificación, y los bailes complementarios a las representaciones.
Interesa mencionar la complicada contaduría del corral de comedias. Todo espectador que quiera reservar asiento en bancos o gradas debía pagar una triple entrada (para la compañía de actores, para el arrendador del corral y para la reserva de asiento). Por su parte, los arrendadores facilitaban a los autores o directores una cantidad a cuenta, a fin de que pudieran cubrir parte del montaje del espectáculo y la compra de textos.
Todas estas disposiciones cambiaban con el tiempo y podían no corresponderse con las adoptadas en corrales de comedias de otras ciudades españolas, como los de Barcelona, Málaga, Segovia, Sevilla, Valencia, Valladolid, Zaragoza o, al otro lado del océano Atlántico, los de México.

## Felipe IV
La gran apoteosis teatral fue uno de los mayores logros quizá del reinado de Felipe IV; hasta tal punto fue identificado este monarca con la farándula que se le atribuyó la posibilidad de que fuese seudónimo suyo Un ingenio de esta corte, fórmula que usaban los dramaturgos para firmar carteles sin que su nombre fuera expuesto a las iras de mosqueteros u otros sicarios de la competencia.
Ya en 1620, un año antes de que el Rey Planeta subiera al trono, la Plaza Mayor de Madrid se habilitó como espacio escénico para representaciones muy diversas, incluidas mascaradas y danzas. En cuanto al gremio de autores y compañías teatrales, la situación casi se "profesionalizó" en la primavera de 1631 con la fundación, el 2 de abril, de la Cofradía de autores y representantes, bajo el patronazago de Nuestra Señora de la Novena. En sus estatutos se especificaba que solo podían pertenecer a ella los actores y sus familiares más directos, como esposas o hijos sin emancipar, pero no otros parentescos cercanos, incluidos los padres.

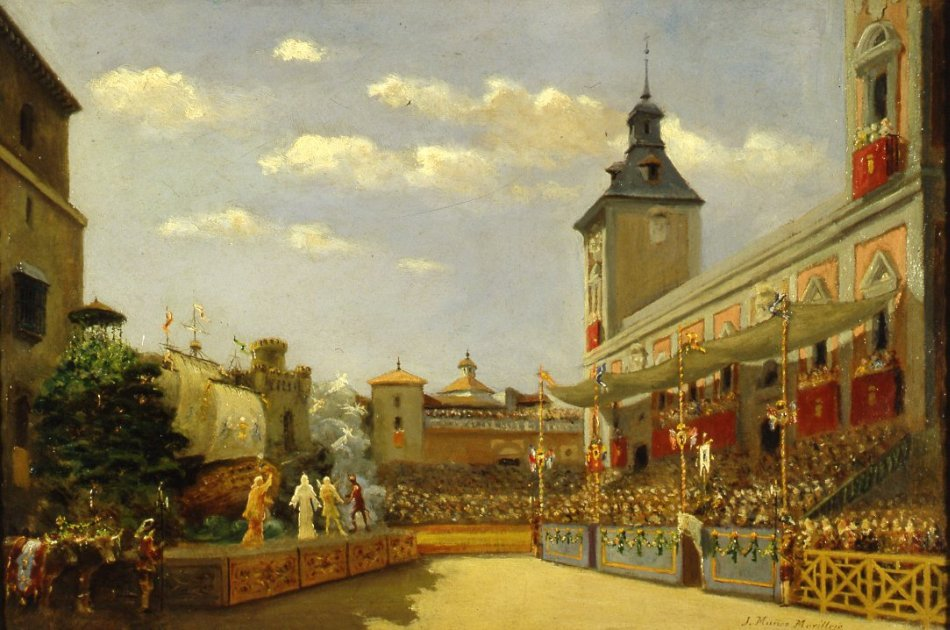
En el Madrid de los primeros Austrias el espectáculo teatral fue trasladándose de las iglesias y las plazas a los corrales de comedias. En la imagen, una representación del auto de Calderón de la Barca, La Divina Filotea, ante la Casa Consistorial de Madrid en 1681. Obra de Joaquín Muñoz Morillejo.

Con la protección del nuevo gremio, la mejora de las salas estables, y la habilidad de dramaturgos como Lope de Vega (que redujo la duración de sus obras a tres únicos actos) y el notable aumento de calidad en la producción, los corrales madrileños vivieron sus mejores días. En sus 'carteleras' figuraban los nombres de Pedro Calderón de la Barca, Antonio Hurtado de Mendoza, Agustín Moreto, Juan Pérez de Montalbán, Francisco de Quevedo, Francisco de Rojas Zorrilla, Juan Ruiz de Alarcón, Tirso de Molina, Lope de Vega, Luis Vélez de Guevara, entre los más distinguidos.

## Los Borbones: últimos corrales
La afición del primer borbón, Felipe V, por la ópera italiana, sirvió de pretexto para la construcción del último gran corral de comedias madrileño: el coliseo de los Caños del Peral, así llamado por levantarse en un solar cercano a los lavaderos con ese nombre conocidos. Con el rumor de sus 57 pilas, el escenario de los Caños sirvió de albergue a las compañías italianas en los primeros años del siglo XVIII, hasta la construcción en 1713 del primero de los teatros levantados en la plaza de Oriente (sustituido en 1737 por otro mayor que se mantuvo en pie hasta 1817). Así, a lo largo del siglo de las Luces, la transición de corral a teatro de estilo italiano alcanzó finalmente a todos los corrales madrileños que habían podido subsistir.

## Distribución de localidades

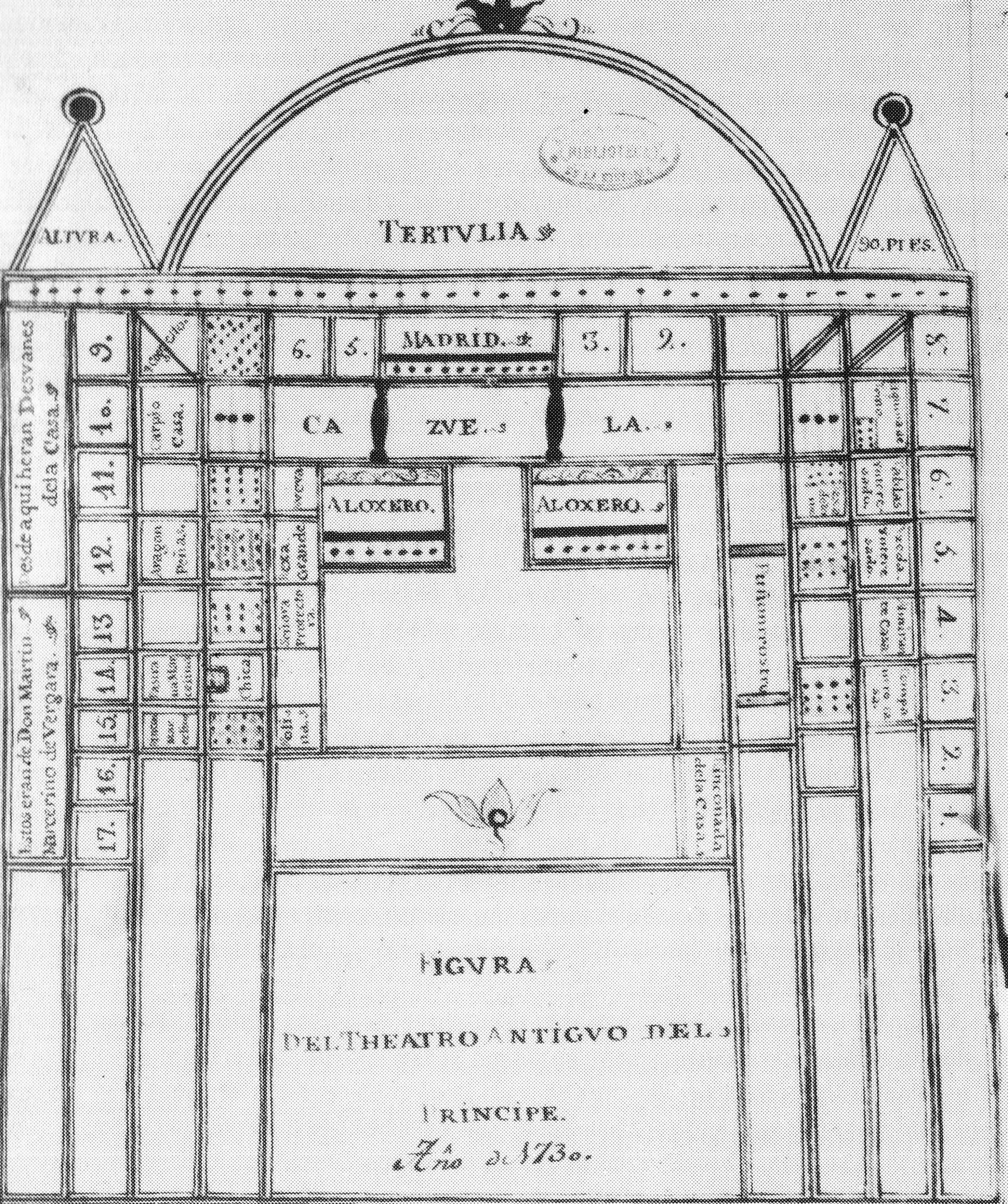
Corral del Príncipe en 1730. Dibujo esquemático de José Antonio de Armona.

En 1730, cinco años antes de que el corral del Príncipe fuera convertido en teatro a la italiana por Sachetti, José Antonio de Armona dibujó un interesante esquema de la distribución del público en los espacios habilitados como localidades en el edificio del corral.
En la parte más alta, dibujada como un coliseo semicircular, puede verse la "tertulia", galería cerrada con celosías que protegían de miradas a los religiosos y otros personajes asistentes a las representaciones. Bajo la "tertulia", bien centrado, puede verse el "aposento de Madrid", espacio de los Corregidores o Alcaldes, flanqueado por los aposentos de la galería alta reservados a personajes notables de la ciudad o del Consejo de Castilla. Debajo de la curia municipal, se sitúa la "cazuela" de mujeres del primer piso y bajo ella, los dos palcos alojeros, instalados en la galería baja, en la zona inmediata al zaguán de entrada al corral, en el porche situado al fondo del patio.
A los lados, dibujadas muy esquemáticamente bajo desvanes y aposentos laterales, las gradas que descendían sobre la entrada al patio del corral y a sus pies, el suelo del patio frente al tablado del escenario. Con mayor detalle indica Armona espacios concretos: «Puñonrrostro», «Rinconada de la casa», «Rexa (reja) grande», «Rexa chica», «Campanero de la casa», «Carpio de la casa», «Amirante de la casa», o el palco de la «Señora protectora», presidiendo un lateral del patio. No queda muy claro si algunos de ellos podrían traducirse como las dependencias del "guardarropa" y la "contaduría", contiguas a las alojerías, en la zona de la vivienda que separa el corral de la calle.
En el plano tampoco están marcadas las ocho puertas de acceso al corral de comedias del Príncipe (una menos que las que tenía el corral de la Cruz), y que se distribuían así: la primera, entrada privada para los aposentos; la segunda y tercera dando acceso a las casas contiguas (una especie de primitiva salida de incendios); y el resto, entradas generales a los diversos servicios: alojería de refrescos y libaciones, "cazuela" de señoras, escenario y patio.

### Pasadizos
Se ha documentado que tanto el corral de la Cruz como el del Príncipe disponían de pasadizos que comunicaban las casas contiguas con dependencias privadas con 'vistas' a la función. Ello era factible pues los costados del corral de comedias estaban formados por las paredes de los edificios inmediatos, paredes en las que los dueños de los inmuebles podían (y de hecho lo hicieron) abrir huecos en clave de ventana o balconcillo, desde los que pudieran presenciarse las representaciones.
Estas localidades de acceso privado solían recibir el nombre de «rexas» (pues efectivamente estaban cerradas con gruesa reja de protección para impedir que el público tuviese acceso a ellas o sus domicilios desde el corral). Aunque la ausencia de dibujo en perspectiva del esquema de Armona no permite deducirlo, información complementaria a él sitúa debajo de esas «rexas», el equivalente de los palcos del teatro a la italiana: los "aposentos", construcciones integradas en el conjunto escénico del corral de comedias. Solían ser alquilados por familias o pequeñas sociedades al precio de 17 reales. La nobleza los solía tener reservados durante toda la temporada, aunque es proverbial el hecho de que muy pocos abonaban el alquiler. Todos estos "aposentos" estaban cerrados por espesas celosías, detalle recogido por el poeta Antonio Hurtado de Mendoza con estos versos:
"Celosías recoletas
fueron campaña y vergel
de la más cuerda matrona
y el más rígido juez".
Conocido —y comentado con generosa morbosidad— es el dato de los "aposentos" privados que Felipe IV y su primera esposa tenían en los corrales del Príncipe y especialmente en el de la Cruz, preferido del monarca.

## El aparato publicitario
José Deleito, erudito y divertido historiador y pedagogo español, reunió curiosa información en torno a los recursos publicitarios de los corrales para anunciar las funciones que se representaban.
El medio publicitario más corriente eran los carteles, cuya invención y uso en España le atribuyó Agustín de Rojas Villandrando a un director de compañías granadino. Estaban escritos a mano con gruesos caracteres góticos y almagre. Se pegaban con engrudo en las paredes de lugares concurridos, como lo era en esa época la Puerta de Guadalajara (al final de la calle Mayor), y la tarea les correspondía a los faranduleros subalternos. De los epigramas y letrillas de la época se deduce que los autores más aficionados al cartelismo fueron Ruíz de Alarcón y Tirso de Molina.
En esa época también se puso de moda entre algunos autores, más vanidosos que prudentes, colocarse a la puerta del corral para, si la obra era un éxito, recibir felicitaciones y plácemes. Esta ceremonia sería el precedente del gesto de salir a escena (el autor de la mano de los primeros actores) a recibir el aplauso del público, práctica que no se introdujo en el teatro español hasta 1836, con motivo del estreno de El Trovador de García Gutiérrez.

## El corral de comedias de la Pacheca

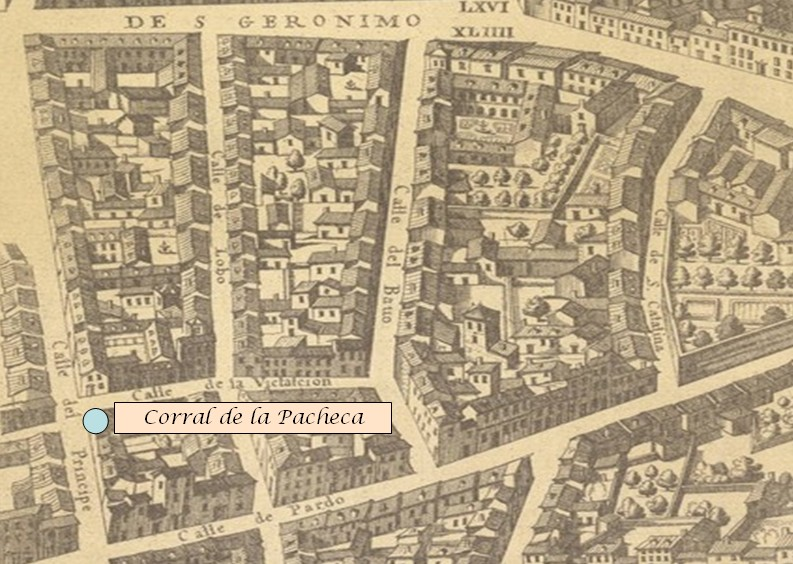
Ubicación aproximada del lugar que ocupó el antiguo corral de comedias de la Pacheca en la calle del Príncipe, esquina a la calle Visitación, sobre el plano de Pedro Texeira (1656).

Es probable que la primera representación en el corral de la Pacheca fuese la que aconteció el 5 de marzo de 1568, organizada por la Cofradía de la Pasión.
También se ha documentado el alquiler del corral de la Pacheca por un empresario y actor italiano de la commedia dell'arte, el inquieto Alberto Naseli, más conocido como Zan Ganassa. Así lo relata Casiano Pellicer, en su Tratado histórico sobre el origen y progreso de la comedia y del histrionismo en España con las censuras teológicas, reales resoluciones y providencias del Consejo supremo sobre comedias.:

"El mismo año de 1574 había en Madrid una compañía de comediantes italianos, cuya cabeza y autor era Alberto Ganassa. Representaba comedias italianas, mímicas y bufonescas, de asuntos triviales y populares. Hacían también los volatines, los títeres, juegos de manos, y tal vez volteaban un mono."

Entre 1574 y 1577, el cómico italiano actuó con cierta periodicidad (casi como compañía estable) en dicho corral de la Pacheca, llegando a un acuerdo con los diputados de las cofradías para restaurarlo y mejorar sus estructuras, añadiéndole tejados al escenario y toldos para el público.
La decadencia del corral de la Pacheca puede atribuirse a la instalación del nuevo corral del Príncipe, casi contiguo y abierto al público al final del verano de 1583.

## Corral del Lobo

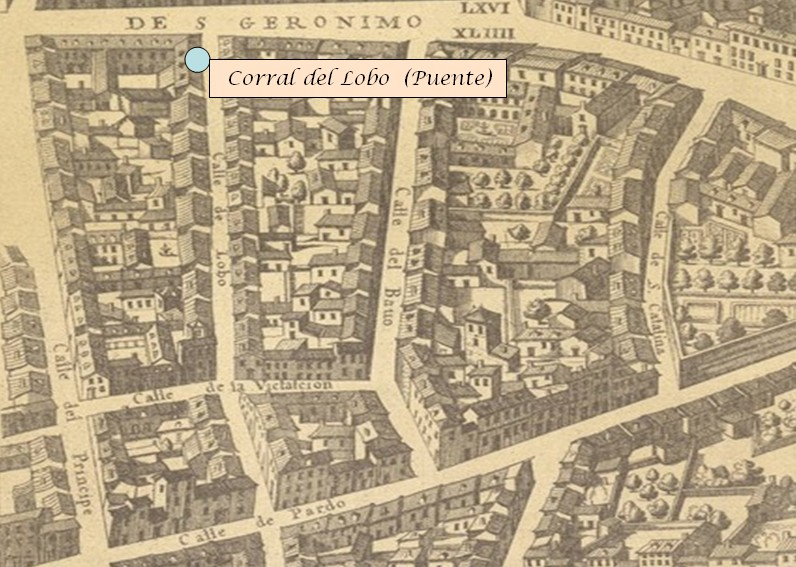
Situación aproximada del antiguo corral del Lobo o de Puente, sobre el plano de Pedro Texeira (1656).

Corral del Lobo o Corral de Puente por ser propiedad de Cristóbal de la Puente, y situado en la calle del Lobo (más tarde calle de Echegaray), esquina a la carrera de San Jerónimo, comenzó a funcionar hacia 1560, cuando las cofradías de la Pasión y de la Soledad habían alquilado sendos corrales, este de la calle del Lobo y otro en la calle del Príncipe (esquina a Visitación). Ambos dejaron de funcionar en 1579 al trasladarse todos sus pertrechos al nuevo local de la calle de la Cruz. A Ganassa, cómico italiano establecido en España, se le menciona en 1579 representando "en la calle del Lobo, en el corral propiedad de Cristóbal de la Puente".

## El corral de la Cruz

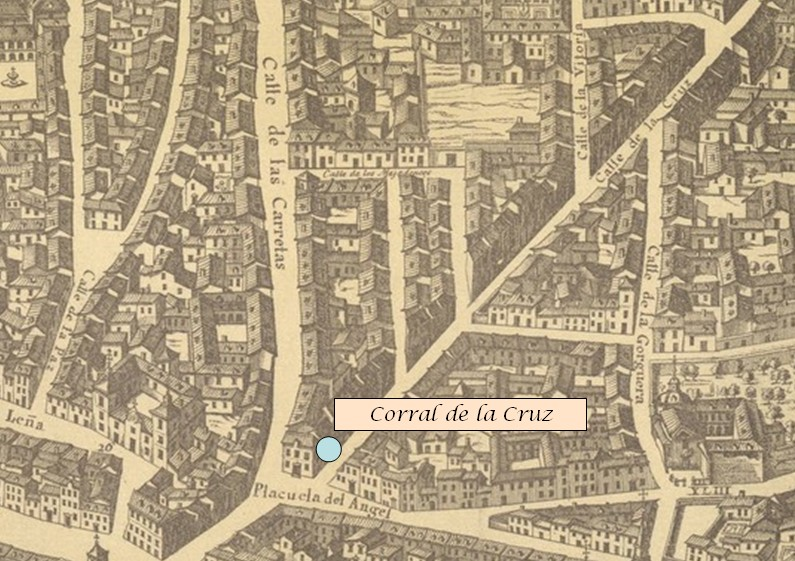
Ubicación aproximada del antiguo corral de comedias de la Cruz, en la esquina de esta calle con la Plazuela del Ángel, en el plano de Pedro Texeira, hacia 1656.

Vendidos los locales de las calles del Lobo y de la Visitación, las cofradías de la Pasión y de la Soledad pudieron comprar en 1579 uno, más grande, situado en la calle de la Cruz, junto a la plazuela del Ángel. El que llegaría a ser Teatro de la Cruz, fue inaugurado el 16 de septiembre de 1584, casi al mismo tiempo que el nuevo corral del Príncipe.
En el siglo xviii, al pasar a manos del ayuntamiento de la Villa, este procedió a reformarlo, transformándolo en un teatro moderno con capacidad para 1500 espectadores. Las obras, iniciadas hacia 1743, fueron encomendadas al arquitecto Pedro de Ribera. 
El Teatro de la Cruz fue derribado en 1856, tras haber sido declarado oficialmente “oprobio del arte” mediante una Real Orden, dejando paso a la prolongación de la calle Espoz y Mina y el ensanche de la Plaza del Ángel. Como recuerdo suyo existe una pequeña placa conmemorativa situada en el cruce de las calles Espoz y Mina y Cruz.
Entre su abundante anecdotario cabe mencionar la detención en 1587 del dramaturgo Lope de Vega, que fue encarcelado, acusado de difamación.

## El corral del Príncipe

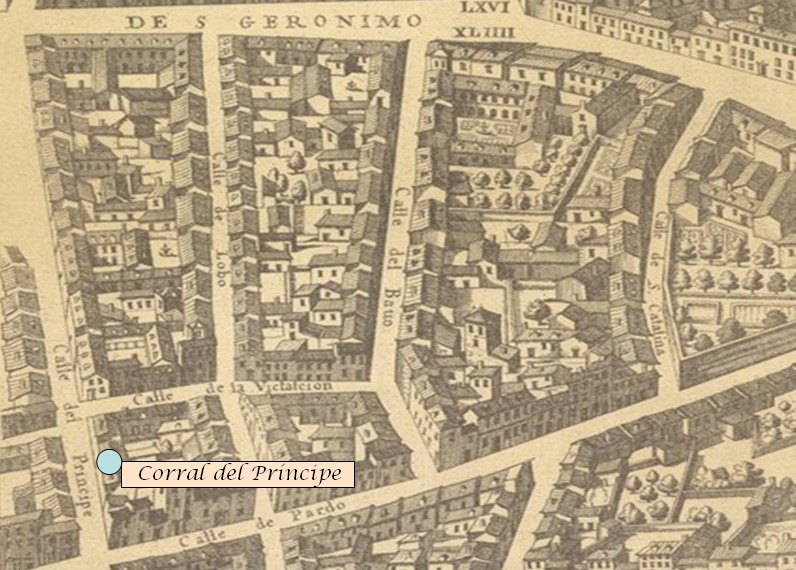
Ubicación aproximada del corral de comedias del Príncipe, en la calle de su nombre y contiguo al viejo corral de la Pacheca, sobre el plano de Pedro Texeira (1656).

En 1582, la Cofradía de la Pasión adquirió el espacio en el que actualmente se sitúa el teatro Español, en la calle del Príncipe, y el 21 de septiembre del año siguiente, aun sin terminar la obra, quedó inaugurado el corral de comedias poniendo en escena unos entremeses de Lope de Rueda, presentados por la compañía un tal Vázquez y el cómico Juan de Ávila. La estructura original cambió en 1735, año en que el arquitecto Juan Bautista Sachetti en colaboración con un jovencísimo Ventura Rodríguez, iniciaron las obras de un nuevo edificio que terminaron diez años después para convertirse en el nuevo Teatro del Príncipe, recinto cubierto en su totalidad, en el que además de teatro al uso, se ofrecían espectáculos de magia, animales y sombras chinescas.
A lo largo del xviii, el Teatro del Príncipe contó con su propio grupo de seguidores, los Chorizos, en pugna constante con los Polacos, que preferían los escenarios del rival Teatro de la Cruz. En 1783, la Cofradía lo vendió al Ayuntamiento. En 1792, Leandro Fernández de Moratín estrenó en él La comedia nueva. 
El 11 de julio de 1802 el Teatro del Príncipe se incendió, por lo que no pudo utilizarse hasta concluirse las obras dirigidas por el arquitecto Juan de Villanueva, pasando en 1849 a denominarse Teatro Español.

## Telón
La decadencia física de los corrales de comedias madrileños, en gran medida fruto de sus primitivas condiciones como espacio teatral y como edificio arquitectónico, se hizo crítica al final del xvii y descarriló en el primer cuarto del xviii. Los corrales, que habían pasado por la "etapa dura de los austrias", de nuevo tan populares y concurridos gracias a Felipe III y, en especial, a Felipe IV, se caían a trozos o se quemaban por partes. Solución: convertirlos en edificios arquitectónicos ilustrados. Y se llamó a los arquitectos. El resto de los viejos corrales, joyas del teatro del Siglo de Oro Español, si no había caído ya o se había quemado, se perdió en el olvido y su recuerdo se hizo ceniza.